# Livoneca sulcata
Livoneca sulcata es una especie de crustáceo isópodo marino de la familia Cymothoidae.

## Distribución geográfica
Es endémica de las islas Canarias (España).